# Музей Варшавського повстання
Музей Варшавського повстання (пол. Muzeum Powstania Warszawskiego) — музей, що знаходиться у  Варшаві, Польща, створений в 1983 році як музей і архів Варшавського повстання. Відкритий 31 липня 2004 року, напередодні 60-ї річниці повстання. Зареєстрований в Державному реєстрі музеїв.
Музей зберігає історію Варшавського повстання. Проводить науково-дослідницьку та освітню роботу, присвячену історії повстання та історії і діяльності Польської підпільної держави. 
Музей Варшавського повстання зберігає понад 30 тисяч. експонатів. За перші 10 років роботи його відвідали більше 4,6 мільйона осіб.

## Виноски
1. ↑  Офіційний вебсайт Музею повстання Варшавського. Архів оригіналу за 14 березня 2015. Процитовано 11 березня 2015.